# Lastauroides hirtuosus
Lastauroides hirtuosus är en tvåvingeart som först beskrevs av Christian Rudolph Wilhelm Wiedemann 1821.  Lastauroides hirtuosus ingår i släktet Lastauroides och familjen rovflugor. Inga underarter finns listade i Catalogue of Life.